# 卡洛·加迪
卡洛·加迪（義大利語：Carlo Gaddi，1962年2月5日—），意大利男子赛艇运动员。他曾代表意大利参加1988年、1996年和2000年夏季奥林匹克运动会赛艇比赛，最好名次是2000年奥运会的第四名。